# Terremoto de Zangezur de 1931
El terremoto de Zangezur de 1931 se produjo el 27 de abril a las 20:50:45 hora local con un momento de magnitud 6,5. El seísmo se localizó en las Montañas Zangezur, cerca de la frontera entre el suroeste de Armenia y el enclave de Azerbaiyán, la República Autónoma de Najicheván. Ambos territorios formaban parte de la Unión Soviética en aquel momento.

## Entorno tectónico
La falla Pambak-Sevan-Sunik se extiende en dirección NO-SE. La falla puede trazarse de forma continua a lo largo de 400 km y consta de cuatro segmentos principales. El terremoto de Zangezur de 1931 se localizó en la zona del segmento Sunik-Zanghezour, de unos 120 km de longitud.  La falla también fue el origen del terremoto de Ganja de 1139 de magnitud 7,5+ ; el mayor y más destructivo evento sísmico del Cáucaso.

## El terremoto
El terremoto se produjo cerca de la frontera entre la provincia de Syunik de Armenia (Zangezur es un nombre alternativo de la región de la provincia de Syunik) y la República Autónoma de Najicheván de Azerbaiyán. Se registraron hasta 2890 muertos.En Armenia, 57 pueblos fueron destruidos o gravemente dañados en la zona de Sisian-Goris y en Azerbaiyán, 46 pueblos fueron destruidos o gravemente dañados en la zona de Ordubad. En otra fuente se informó de que el terremoto destruyó 254 aldeas. En el sureste de Armenia, el histórico Monasterio de Tatev sufrió daños. La intensidad del MSK-64 alcanzó IX (Destructivo) en Shamb y VIII (Dañino) en Jougha. El Museo de Historia de Sisian tiene algunas fotos tomadas después de que la ciudad sufriera el terremoto.

## Sismicidad anterior
Entre 1911 y 1956 hubo un periodo de mayor actividad sísmica en Armenia y sus repúblicas vecinas, y el de 1931 fue uno de los más fuertes. Liberó aproximadamente la mitad de la energía total de todos los terremotos que se produjeron en la región del Cáucaso, cerca del Mar Caspio en ese período.